# Tombe minori della Valle dei Re

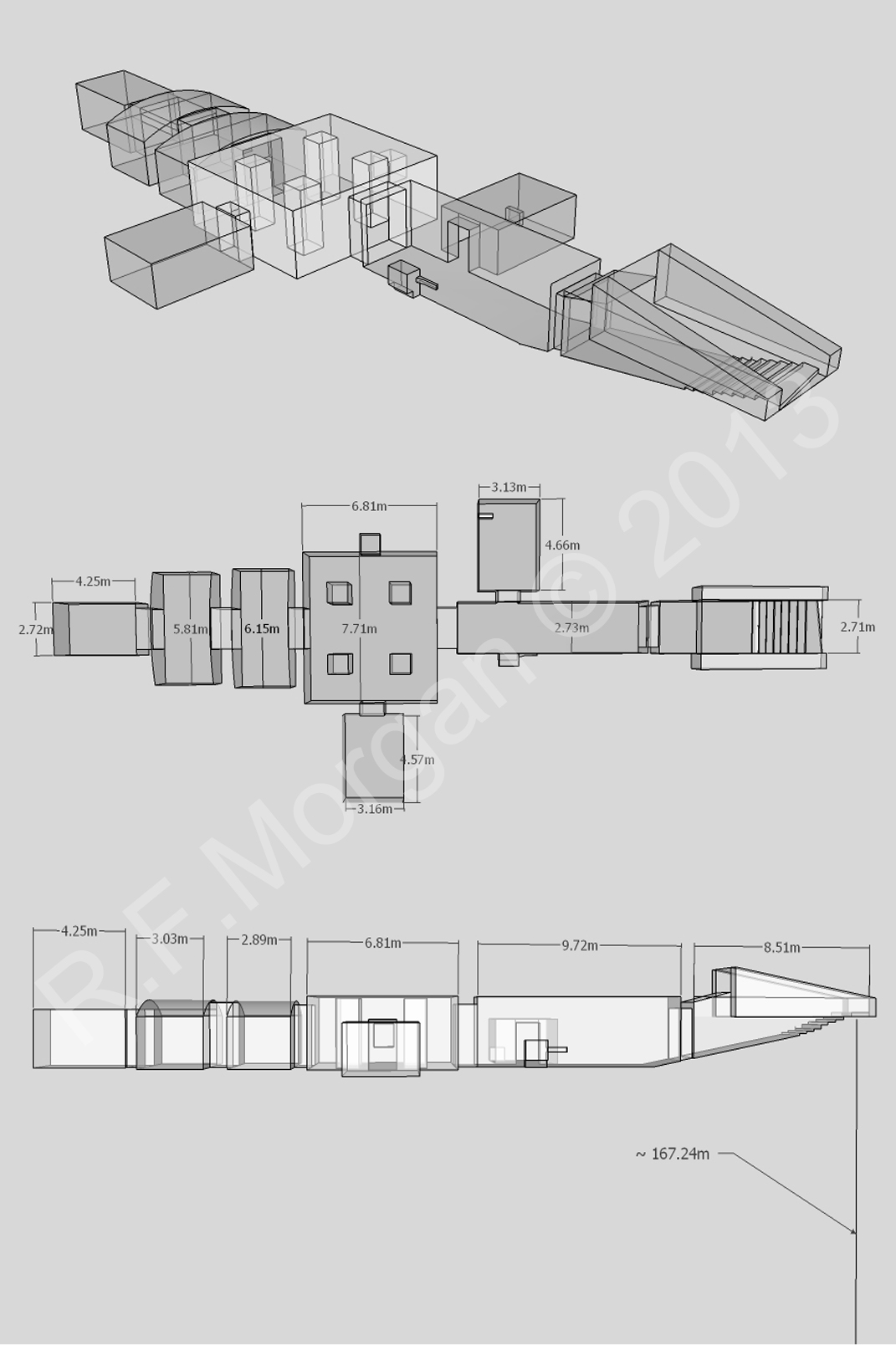
Isometria, planimetria e alzato di KV3

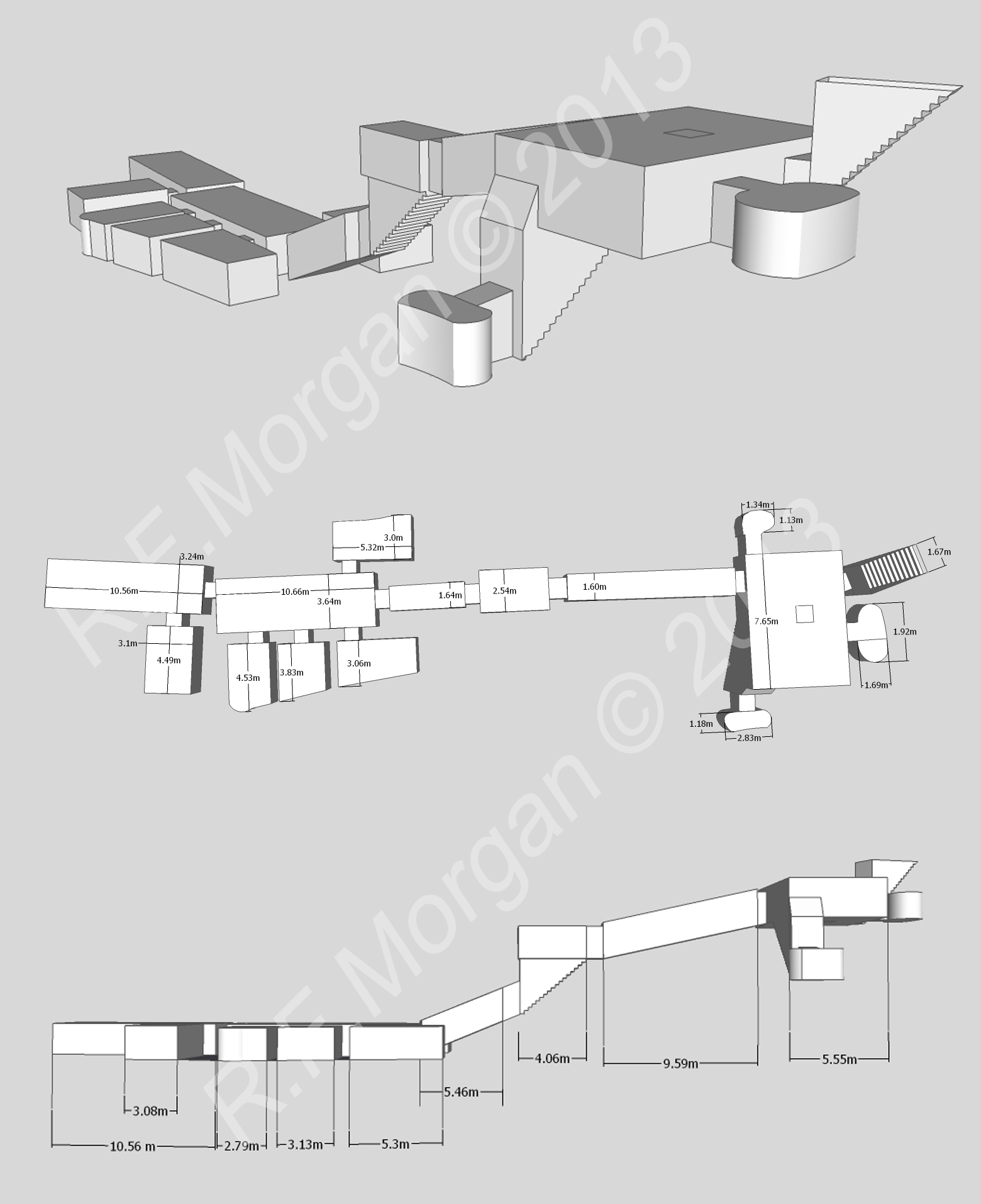
Isometria, planimetria e alzato di KV12

Circa trenta delle tombe esistenti nella Valle dei Re possono essere considerate minori vuoi per le scarse informazioni reperibili, vuoi perché i diari di scavo relativi alla loro scoperta sono lacunosi, vuoi, ancora, perché molte di tali tombe, note fin dall’antichità, sono state nei millenni depredate e poche o nulle informazioni sono ricavabili sui loro titolari originali.
In alcuni casi, le tombe sono state riutilizzate, in tempi storici, come rifugio di anacoreti o cappelle, o come abitazioni e nascondigli.  In altri, si tratta di siti particolarmente piccoli costituiti da un'unica camera o esclusivamente da un pozzo di accesso che non si sviluppa in un complesso funerario (ad esempio WV A).
Sono annoverati tra le tombe minori anche palesi progetti di scavo mai portati a conclusione o fosse predisposte solo come depositi di materiale da utilizzarsi in sepolture in fase di realizzazione (ad esempio KV53) o sfruttate dai ladri come nascondiglio temporaneo di refurtiva.
Pur trattandosi della Valle dei Re, alcune tombe vennero originariamente destinate a personaggi non facenti parte degli entourage reali; in altri casi le sepolture sono intrusive e i corpi contenuti non appartengono ai titolari per cui furono scavate.
Alle tombe della Valle, siano esse quelle considerate principali, o le minori, vennero assegnate sigle alfanumeriche a seconda che si trovassero nella valle principale (sigla KV seguita da un progressivo) o nella valle occidentale (sigla WV, ovvero West Valley, seguita da un progressivo). Anche queste ultime, tuttavia, sono ugualmente oggi contrassegnate, più usualmente, con la sigla KV seguita dal progressivo.

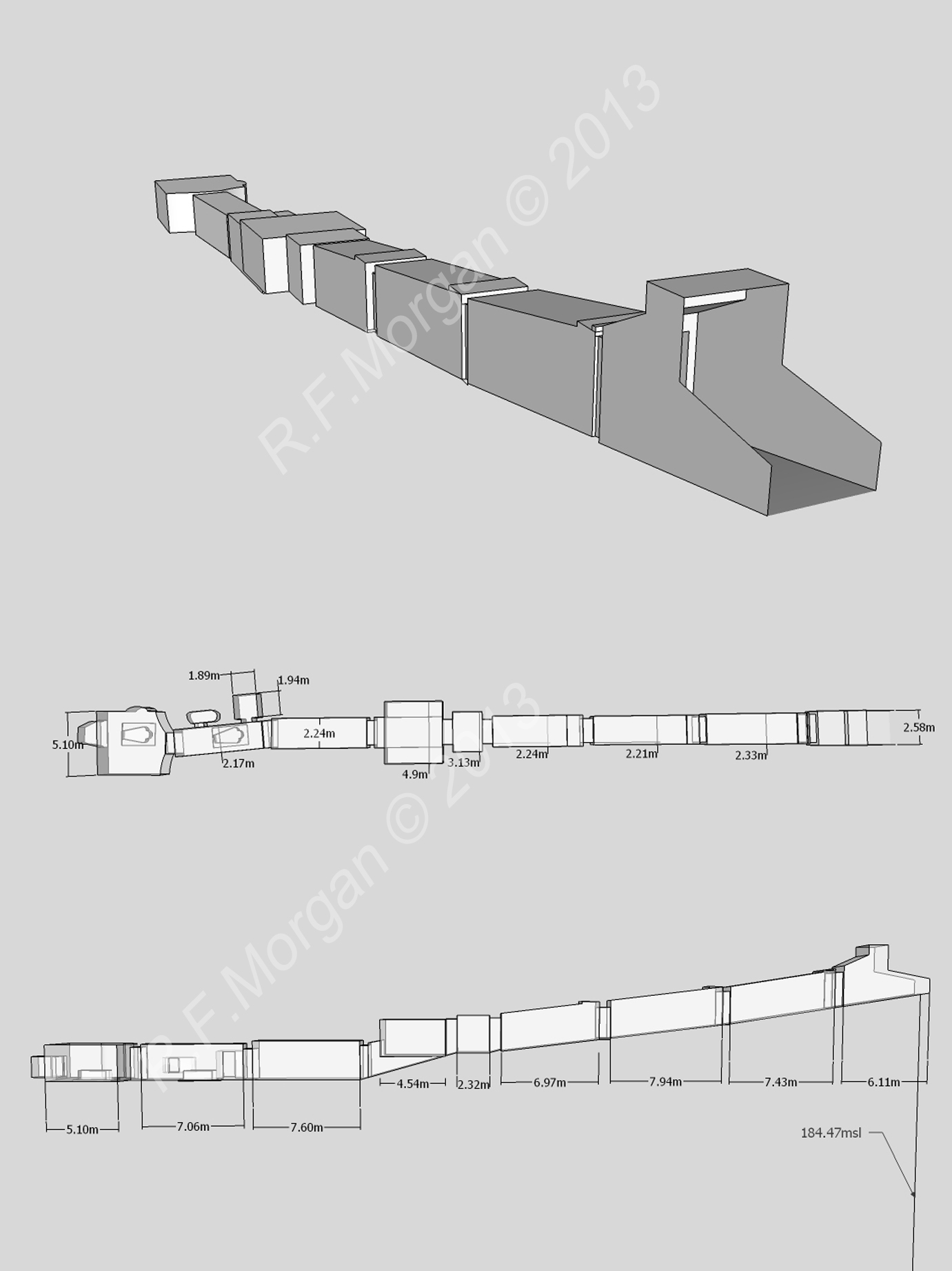
Isometria, planimetria e alzato di KV13

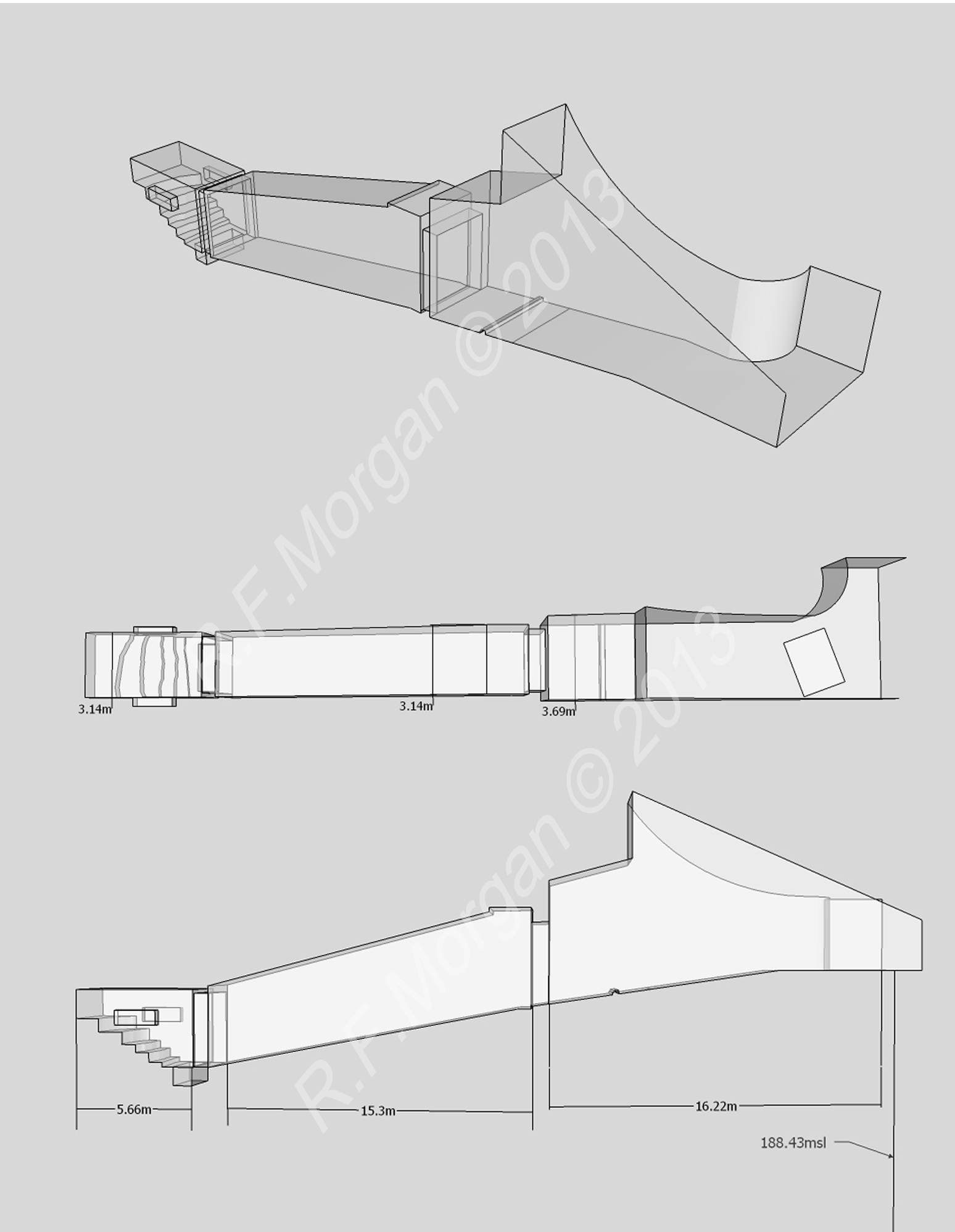
Isometria, planimetria e alzato di KV19

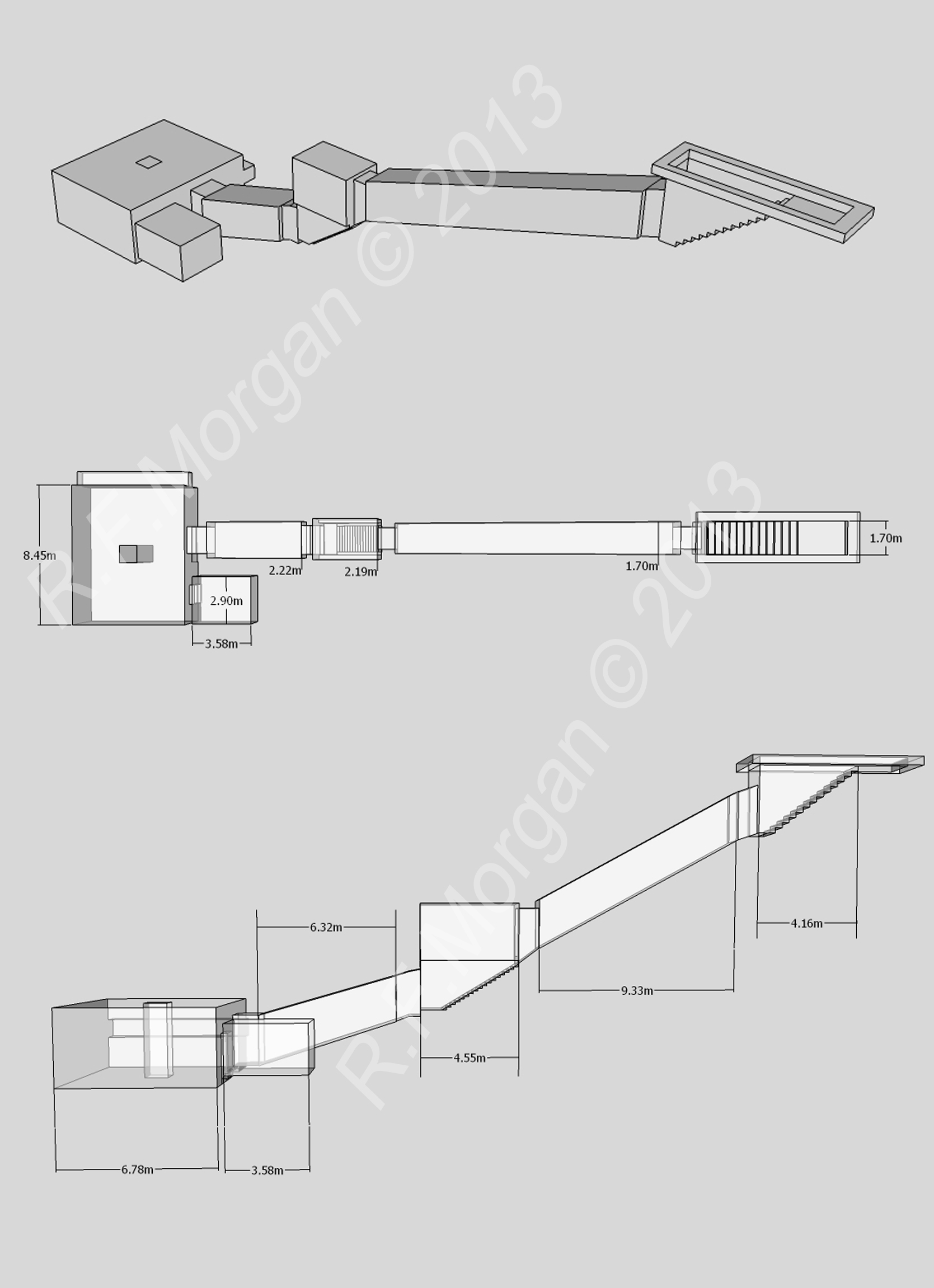
Isometria, planimetria e alzato di KV21

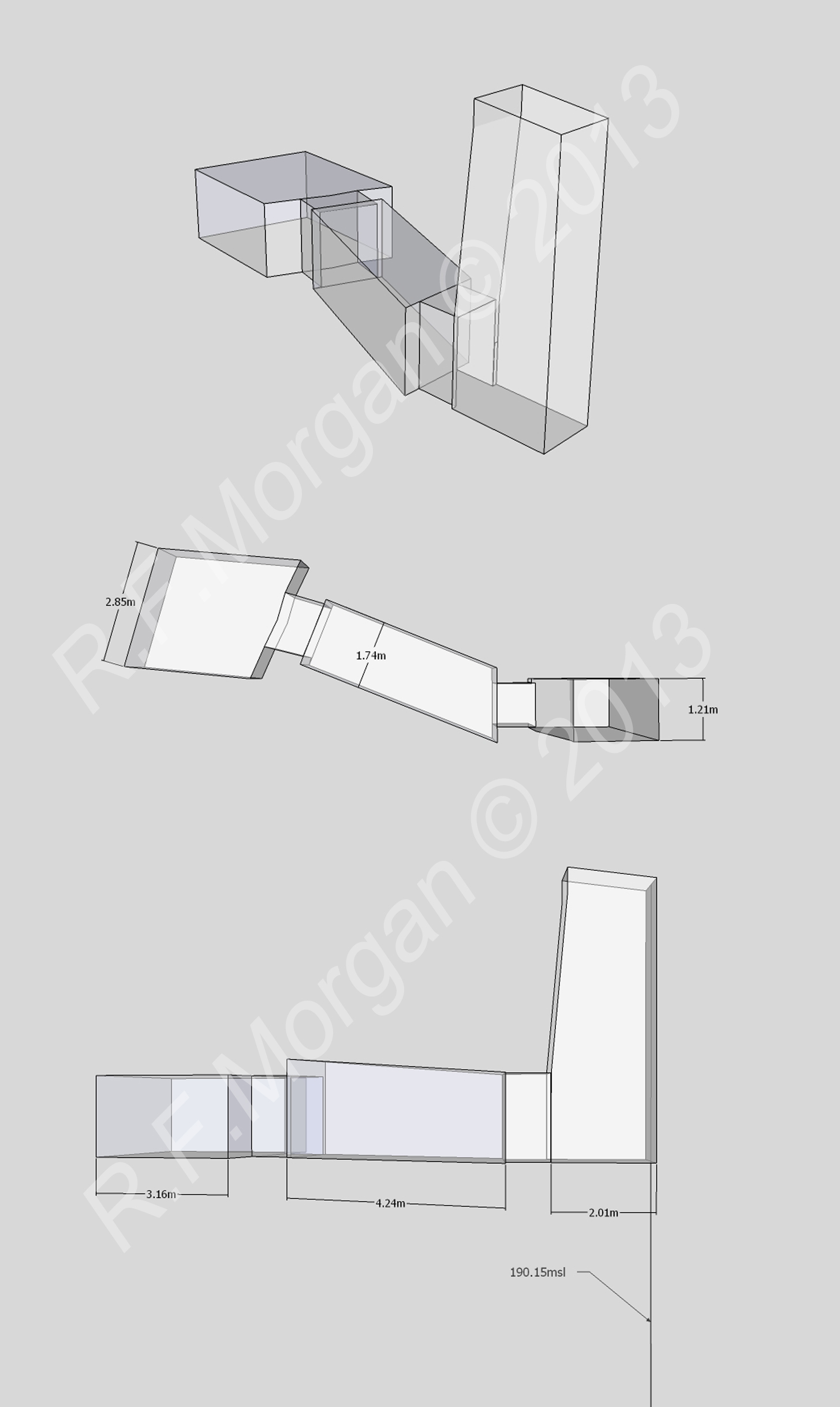
Isometria, planimetria e alzato di KV26

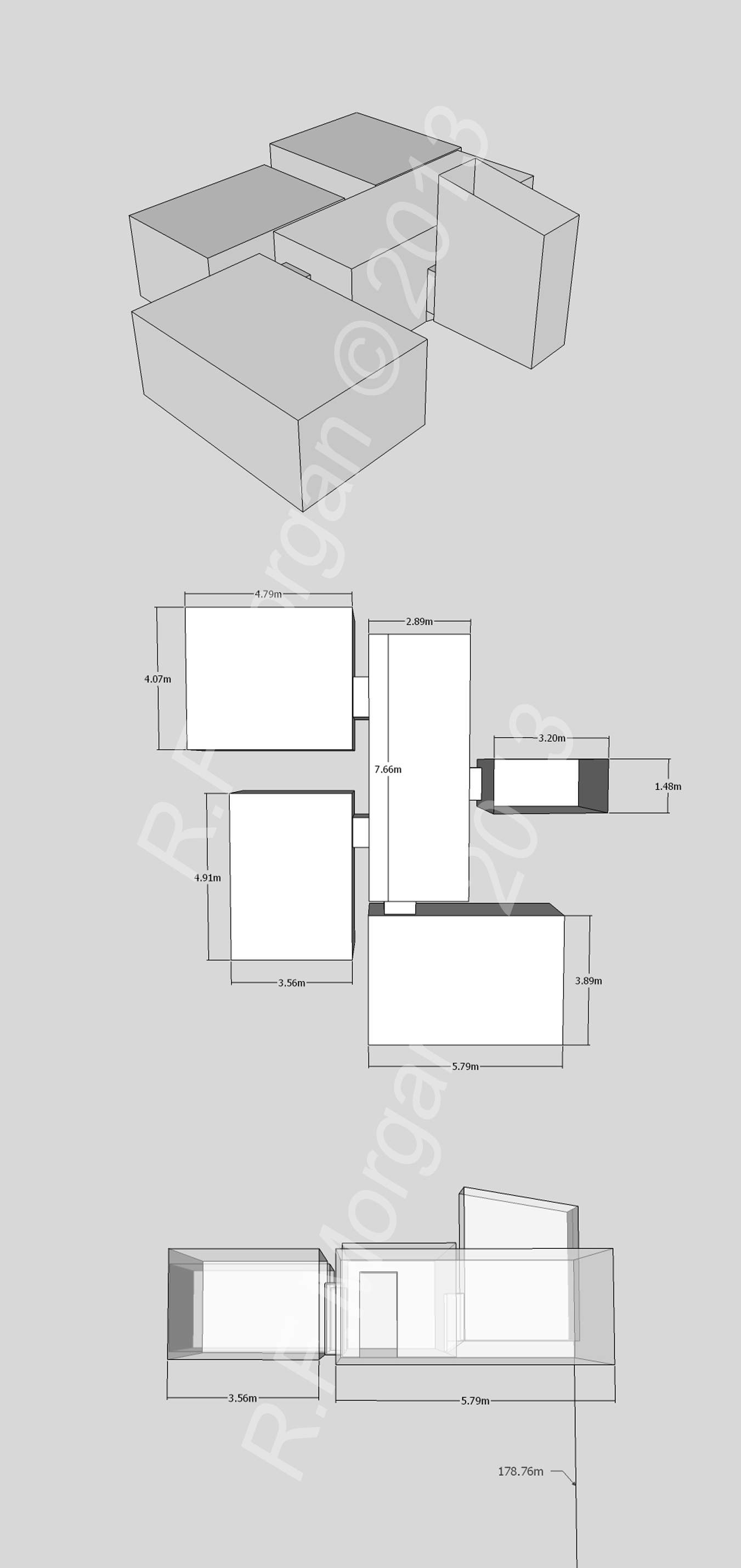
Isometria, planimetria e alzato di KV27

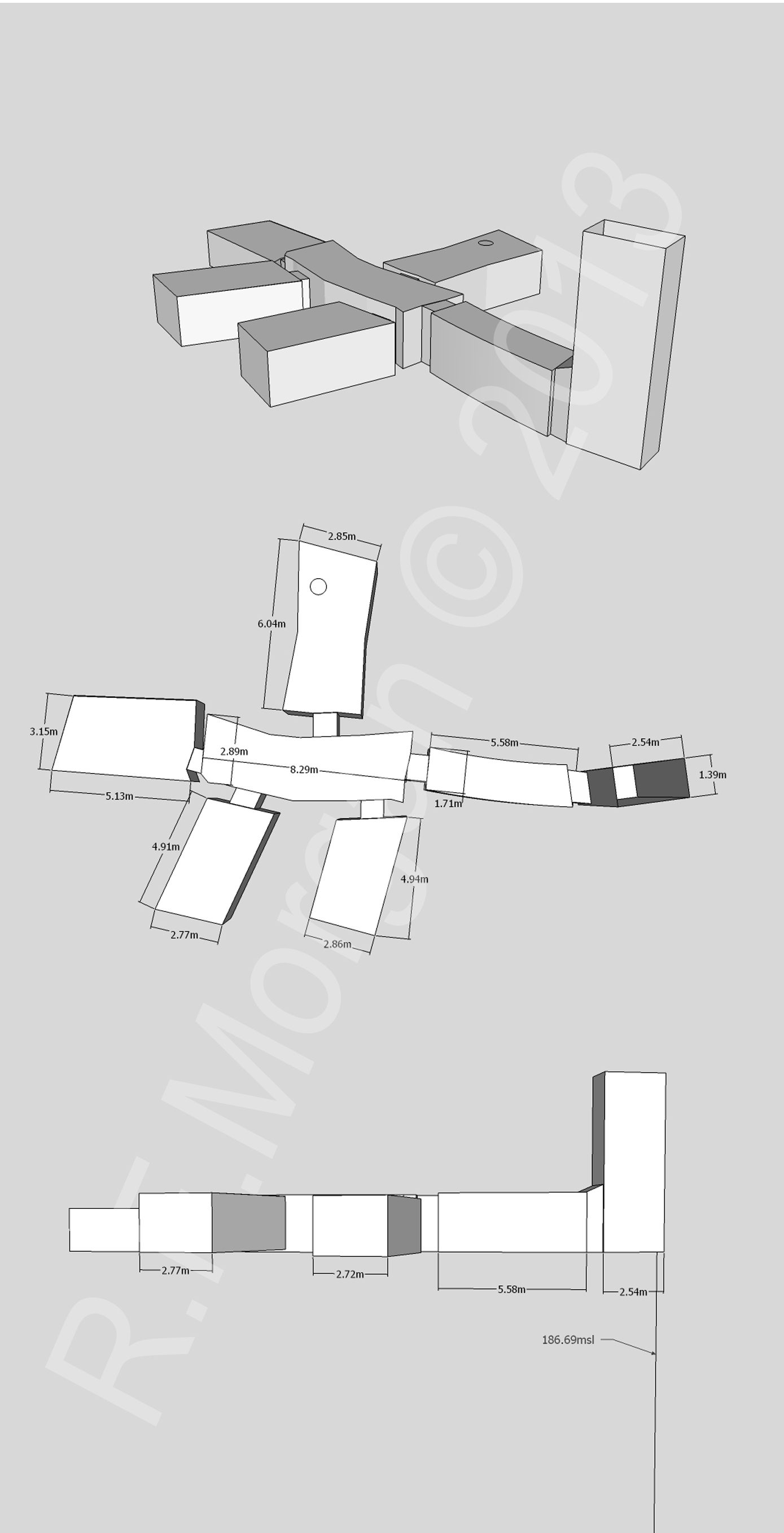
Isometria, planimetria e alzato di KV30

| Tomba | Titolare                               | Periodo realizzazione | Anno scoperta                    |
| ----- | -------------------------------------- | --------------------- | -------------------------------- |
| KV3   | Figlio di Ramses III (?)               | XX dinastia           | Nota fin dall’antichità          |
| KV12  | Sconosciuto                            | XVIII dinastia        | Nota fin dall’antichità          |
| KV13  | Bay                                    | XIX dinastia          | Nota fin dall’antichità          |
| KV19  | Montuherkhepershef figlio di Ramses IX | XX dinastia           | 1817 (Giovanni Battista Belzoni) |
| KV21  | Sconosciuto                            | XVIII dinastia        | 1817 (Giovanni Battista Belzoni) |
| KV26  | Sconosciuto                            | XVIII dinastia        | Nota fin dall’antichità          |
| KV27  | Sconosciuto                            | XVIII dinastia        | Nota fin dall’antichità          |
| KV28  | Sconosciuto                            | XVIII dinastia        | Nota fin dall’antichità          |
| KV29  | Sconosciuto                            | XVIII dinastia        | Nota fin dall’antichità          |
| KV30  | Sconosciuto                            | XVIII dinastia        | 1817 (Giovanni Battista Belzoni) |
| KV31  | Sconosciuto                            | XVIII dinastia        | 1817 (Giovanni Battista Belzoni) |
| KV32  | Ti’a moglie di Amenhotep II            | XVIII dinastia        | 1898 (Victor Loret)              |
| KV33  | Sconosciuto                            | XVIII dinastia        | 1898 (Victor Loret)              |
| KV37  | Sconosciuto                            | XVIII dinastia        | Nota fin dall’antichità          |
| KV40  | Sconosciuto                            | XVIII dinastia        | 1899 (Victor Loret)              |
| KV41  | Sconosciuto                            | XVIII dinastia        | 1899 (Victor Loret)              |
| KV44  | Sconosciuto                            | XVIII dinastia        | 1904 (Howard Carter)             |
| KV45  | Userhat                                | XVIII dinastia        | 1902 (Howard Carter)             |
| KV48  | Amenemipet                             | XVIII dinastia        | 1906 (Edward Russell Ayrton)     |
| KV49  | Sconosciuto                            | XVIII dinastia        | 1906 (Edward Russell Ayrton)     |
| KV50  | Sconosciuto                            | XVIII dinastia        | 1906 (Edward Russell Ayrton)     |
| KV51  | Sconosciuto                            | XVIII dinastia        | 1906 (Edward Russell Ayrton)     |
| KV52  | Sconosciuto                            | XVIII dinastia        | 1906 (Edward Russell Ayrton)     |
| KV53  | Sconosciuto                            | XVIII dinastia        | 1906 (Edward Russell Ayrton)     |
| KV54  | Sconosciuto                            | XVIII dinastia        | 1907 (Edward Russell Ayrton)     |
| KV59  | Sconosciuto                            | XVIII dinastia        | Nota fin dall’antichità          |
| KV61  | Sconosciuto                            | XVIII dinastia        | 1910 (Ernest Harold Jones)       |
| WV24  | Sconosciuto                            | XVIII dinastia        | Nota fin dall’antichità          |
| WV A  | Sconosciuto                            | XVIII dinastia        | Nota fin dall’antichità          |
| WV F  | Sconosciuto                            | XVIII dinastia        | 1921 (Howard Carter)             |

### Annotazioni
1. ↑  Le tombe vennero classificate nel 1827, dalla numero 1 alla 22, da John Gardner Wilkinson in ordine geografico. Dalla n.ro 23 la numerazione segue l’ordine di scoperta.
2. ↑  Benché considerata “minore”, la KV54 ha una particolare importanza poiché conteneva materiale di imbalsamazione relativo alla KV62 di Tutankhamon

### Fonti
1. ↑  Theban Mapping Project.
2. ↑  Nicholas Reeves e Richard Wilkinson (2000), The complete valley of the Kings, New York, Thames & Hudson.
3. ↑  Alberto Siliotti (2004), Guida alla Valle dei Re, Vercelli, White Star.